# Selvin De León
Selvin Efraín De León Castillo (Belmopán, 19 de julio de 1980) es un futbolista beliceño-guatemalteco, que juega en la posición de centrocampista. Desde el 2006 jugó dos temporadas en el Deportivo Petapa de la Liga Nacional de Guatemala. Posteriormente y a partir de 2008 y hasta la actualidad, juega en Heredia Jaguares.

## Clubes
| Club                   | País      | Año         |
| ---------------------- | --------- | ----------- |
| Deportivo Petapa       | Guatemala | 2006 - 2008 |
| Club Deportivo Heredia | Guatemala | 2008 - 2009 |
| Deportivo Malacateco   | Guatemala | 2010        |
| Club Deportivo Heredia | Guatemala | 2010 - 2013 |